# Ledebour-Wicheln
Ledebour-Wicheln(ové) byla česká větev původně vestfálského šlechtického rodu Ledebourů.

## Historie
Jako první příslušník české větve rodu je zmiňován roku 1657 rytíř Jan Jetřich z Ledebouru, jenž zdědil Golčův Jeníkov. Roku 1659 přikoupil Žestovice a roku 1660 Kluky. Dne 19. června 1669 byl povýšen do panského stavu a roku 1676 koupil Peruc.
Po smrti Jana Jetřicha zdědila panství Mechtilda Beatrix, rozená von der Reck, v jejímž majetku byly také Vahančice. Peruc vlastnil Alexandr Jindřich z Ledebouru a od roku 1712 Alexander Jan z Ledebouru, jenž roku 1725 přikoupil Liblín. Alexandr Jan dne 8. června 1758 zemřel a dědicem se stal Kašpar Benedikt z Ledebouru, c. k. komoří, jenž prodal Peruc. Sňatkem s Antonií ze Solmsu (celkově byla jeho třetí manželkou) získal Kostomlaty a Křemýž. Roku 1801 Kašpar Benedikt zemřel a majetek byl rozdělen. Liblín zdědila jeho dcera Marie Josefa, provdaná hraběnka Wurmbrandová-Stuppachová. Kostomlaty a Křemýž získal August ml. z Ledebouru, syn Augusta z Ledebouru a Bedřišky z Wendtu. Ten se roku 1804 oženil s hraběnkou Terezií Hartigovou, čímž získal Horní Beřkovice, roku 1811 navíc přikoupil Březnici u Ústí nad Labem. Dne 26. listopadu 1807 byl majestátem povýšen do hraběcího stavu.
Roku 1846 majetky (Kostomlaty, Křemýž, Všebořice a Milešov) zdědil Adolf z Ledebouru, jenž měl s manželkou, hraběnkou Johannou z Nostic-Rienicku, dceru Karolínu (manželka svobodného pána Bohdana Hrubého z Jelení) a syny Jana a Františka z Ledebouru.
Významnou společenskou a politickou roli hrál člen rodu Eugen Ledebur-Wicheln (1873–1945), který v meziválečném období zasedal v československém senátu za Německou křesťanskosociální stranu lidovou. Johann Ledebur-Wicheln (1842–1903) byl zase ministrem zemědělství Předlitavska koncem 19. století.

## Potomci Alexandra Jana a jeho syna Kašpara Benedikta
Alexandr Jan (* asi 1685, † 8. června 1758 Liblín) pohřben v rodinné kryptě v kostle sv. Petra a Pavla na Peruci
manželka Anna Marie Alžběta svobodná paní z Erverfeltu, oddáni 3. prosince 1720 v Münsteru
- Žofie Bernardina Helena Karolína (* 15. října 1721 Peruc), provdaná za Klementa Augusta sv. p. z Twickel
- Kašpar Benedikt Antonín Jan Nepomucký (* 15. června 1723 Peruc, † 1. února 1801 Praha-Malá Strana), c.k. komoří
- Matylda Božena Marie Eleonora (* 17. července 1724 Peruc, † 26. října 1724 Peruc), pohřbena v kryptě peruckého kostela
- Anna Marie Františka Ludmila (* 11. října 1725 Peruc)
- Bedřich Kristyán Václav (* 19. dubna 1727 Peruc)
- Eleonora Matylda Beatrix Helena (* 12. června 1728 Peruc), provdaná za Františka Mořice Arnolda Droste zu Senden
- Kryštof Balderin Verneras Norbert (* 8. dubna 1730 Peruc, † 29. listopadu 1788 Münster), římskokatolický kněz a kanovník v Münsteru
- Karel Englberd Josef (* 11. září 1731 Peruc)
- Marie Anna Viktorie (* 12. ledna 1733 Peruc), provdaná za Leopolda hraběte z Berlo
- Josefa Eleonora Gabriela Františka (* 24. března 1734 Peruc, † 13. května 1762 Peruc), pohřbena v kryptě peruckého kostela
- Bernardýna Antonie Felicie (* 28. října 1735 Peruc, † 28. února 1736 Peruc), pohřbena v kryptě peruckého kostela
- Jan Vilém Alexandr František Serafínský (* 14. října 1737 Peruc)
- Kašpar Benedikt Antonín Jan Nepomucký (* 15. června 1723 Peruc, † 1. února 1801 Praha-Malá Strana), c.k. komoří, první manželka Anna Marie Františka Serafínská Josefa Waldburga Ludmila hraběnka z Clary-Aldringenu (* 25. srpna 1730 Praha, † 14. března 1765 Praha), dcera Kašpara Františka Osvalda, pohřbena v kryptě peruckého kostela,

- Josefa (* asi 1758, † 10. listopadu 1762 Praha), pohřbena v kryptě peruckého kostela
- Jan Nepomucký František z Pauly Emanuel Maria Josef Kašpar Alois Gonzága Tadeáš Petr (* 29. června 1760 Liblín, † 19. listopadu 1762 Praha), pohřben v kryptě peruckého kostela, druhá manželka Marie Josefa Anna Leonarda Rajmunda Františka Bibiana hraběnka z Clary-Aldringenu (* 2. prosince 1747 Praha, † 25. dubna 1778 Peruc), oddáni 11. června 1766 na Peruci, dcera Františka Václava, pohřbena v kryptě peruckého kostela

- František Borgiáš Josef Kašpar Emanuel Rajmun Jan Nepomucký František z Pauly Pavel Eremitam (* 15. ledna 1768 Praha)
- Marie Josefa Františka Anna Gabriela Terezie Dominika Aloisie Rajmunda (* 1. září 1769 Praha, † 30. září 1769 Praha), pohřbena v kryptě peruckého kostela
- Marie Anna Josefa Františka Dominika Rosalie (* 4. srpna 1771 Teplice č. 1, † 16. června 1800 Liblín) dne 2. března 1794 ve Vídni provdána za Jindřicha Viléma Gunharda hraběte Wumbrand-Stuppach
- Marie Terezie Sidonie Markéta Františka z Pauly Thyponie (* 11. listopadu 1772 Praha, † 11. února 1774 Praha), pohřbena v kryptě peruckého kostela
- Marie Sidonie Alžběta Kristýna Františka z Pauly Markéta Terezie Antonie Kateřina (* 12. října 1774 Praha), dne 7. dubna 1801 v kostele sv. Jakuba v Brně provdána za vdovce po své sestře Jindřicha Viléma hraběte Wumbrand-Stuppach
- Marie Anna Kristýna Johana Nepomucena Františka z Pauly Dominika Waldburga Aloisie Alexandra Lukácie (* 18. října 1776 Praha, † 3. listopadu 1776 Praha), pohřbena v kryptě peruckého kostela

## Majetek rodu
- obce – Březnice u Ústí nad Labem (dnešní Krásné Březno), Golčův Jeníkov, Křemýž, Vahančice, Všebořice, Žestovice, část Telnice u Ústí nad Labem, Adolfov

### VČechách
hrady
- Kostomlaty a nový zámek v Kostomlatech, Čechy (19. stol.)

zámky
- zámek Ledebour mezi obcemi Telnice a Nakléřov  (zaniklý, 20. stol.)
- Kluky
- Liblín
- Milešov (1842–1945)
- Peruc (zámek) (1718–1814)
- Horní Beřkovice
- Krásné Březno

paláce

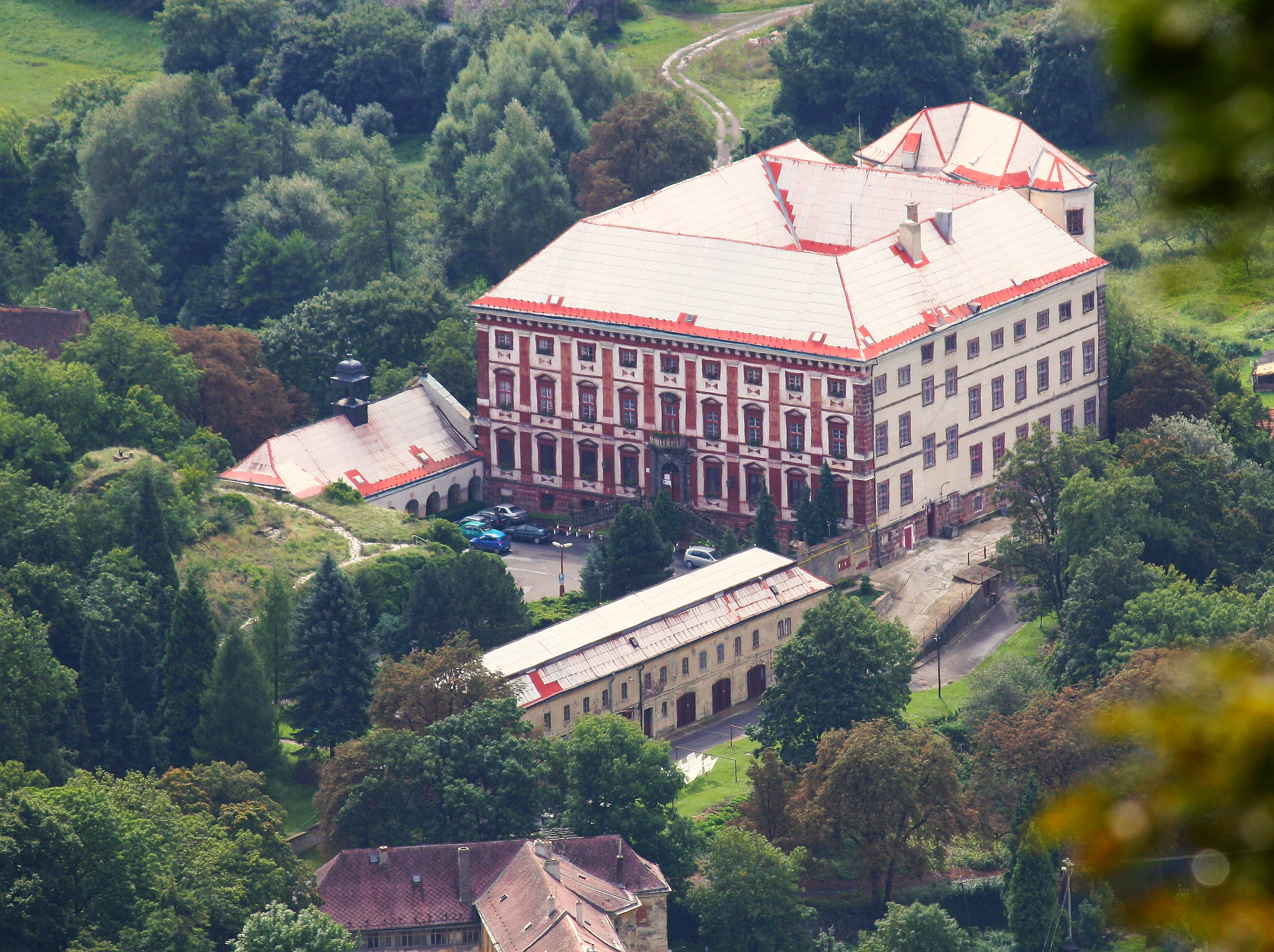
Milešov
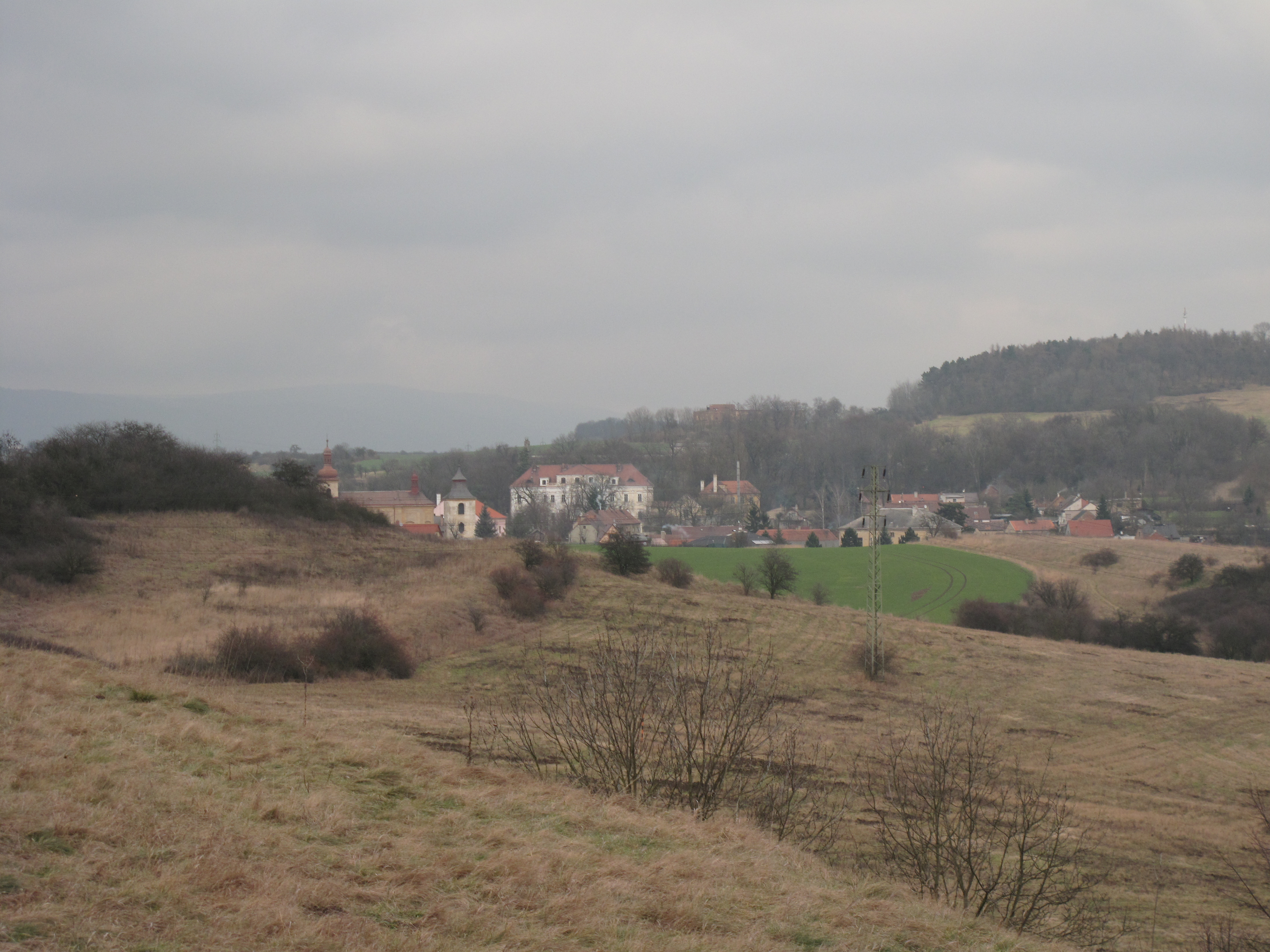
Kremýž (zámek)
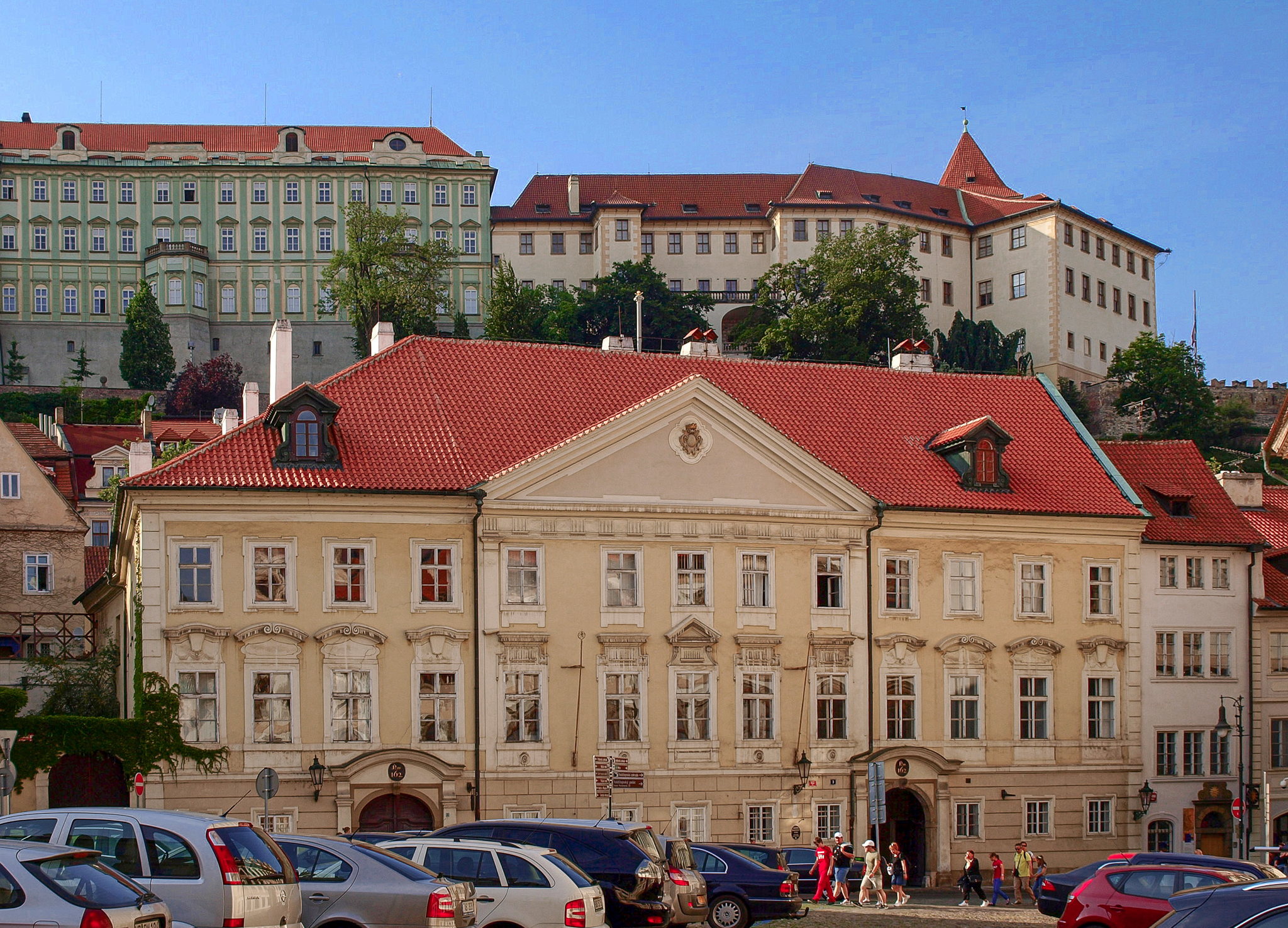
Ledebourský palác, Praha

obce
- Golčův Jeníkov (1653–1673)
- Telce u Peruce, Čechy
- Horní Beřkovice
- Kluky
- Krásné Březno u Ústí nad Labem (1811–1865)
- Křemýž u Duchcova (?–1945)
- Liblín
- Milešov (1842–1945)
- část Telnice u Ústí nad Labem
- Vahančice
- Všebořice u Ústí nad Labem (19. stol.)
- Žestovice

- Milešov
- Kremýž (zámek)
- Ledebourský palác, Praha